# Décès en 1234
Décès
- 1230
- 1231
- 1232
- 1233
- 1234
- 1235
- 1236
- 1237
- 1238

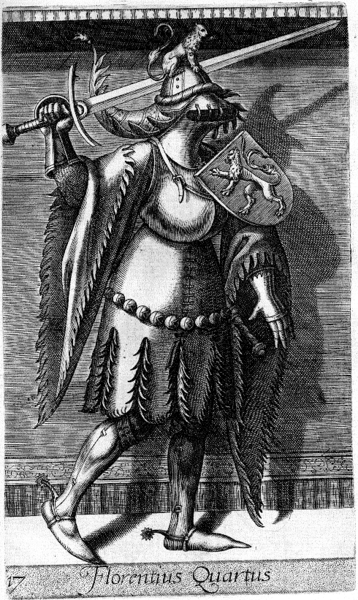
Florent IV de Hollande, mort en 1234.

Cette page dresse une liste de personnalités mortes au cours de l'année 1234 :
- 2 février : Alan de Galloway, seigneur de Galloway.
- 9 février : Jin Aizong, dixième et dernier empereur de la dynastie Jin.
- 12 février : Ermengarde de Beaumont-au-Maine, femme de Guillaume Ier d'Écosse, reine d'Écosse.
- 3 mars : Robert III de Dreux, comte de Dreux et de Braine.
- 23 mars : Robert IV Dauphin d'Auvergne, 1er dauphin d'Auvergne.
- 7 avril : Sanche VII de Navarre, roi de Navarre.
- 16 avril : Richard le Maréchal, 3e comte de Pembroke, lord de Leinster, seigneur de Longueville et Orbec.
- 7 mai : Otto Ier de Méranie, duc de Méranie, comte palatin de Bourgogne.
- 18 juin : Chūkyō, 85e empereur du Japon.
- 19 juillet : Florent IV de Hollande, comte de Hollande.
- 31 août : Go-Horikawa, 86e empereur du Japon.
- 22 septembre : Abi Mohammed Salih, Soufi marocain.
- 15 octobre : Gautier, comte de Chartres  et de Blois, évêque de Chartres.
- 8 novembre : Bohadin (né en 1145), conseiller de Saladin, auteur d’une biographie du sultan.

- Guillaume des Barres, chevalier français.
- Constance de Beaumont-au-Maine, noble française, femme de Roger IV de Tosny.
- Inga de Varteig, maitresse du roi Haakon III de Norvège et la mère d'Haakon IV.
- Knut II de Suède, roi de Suède.
- Stefan Radoslav, roi de Serbie.
- Omar Ibn Al Faridh, poètes mystique du soufisme.
- Philippe Hurepel de Clermont, comte de Clermont et comte consort de Boulogne, d'Aumale et de Dammartin.
- Guillaume Pinchon, évêque de Saint-Brieuc.
- Raymond Ier de Thouars, 20e vicomte de Thouars.
- Rhys Gryg, prince de Deheubarth qui règne sur une partie du Cantref Mawr.

date incertaine (vers 1234)
- André de Galicie, prince de la dynastie hongroise des Árpáds qui règne brièvement sur la Galicie.

## Crédit d'auteurs
- Cet article est partiellement ou en totalité issu de l'article intitulé « 1234 » (voir la liste des auteurs).